# 六氯合铱(IV)酸铵
六氯合铱(IV)酸铵是一种无机化合物，化学式为(NH4)2[IrCl6]。它是暗棕色固体，为Ir(IV)配离子[IrCl6]2−的铵盐。它在商业上是重要的化合物，也是四价铱最常见的配合物之一。一个相关的化合物是四氯化铱，通常可以和该配合物替换使用。

## 结构
该化合物通过X射线衍射分析，它和氯铂酸铵一样，为立方晶体，其[IrCl6]2−中心采取八面体形分子构型。

## 应用
它是矿石分离铱的重要中间体。其余大部分金属都会在它们的氯化物水溶液用硫化氢处理时，生成难溶的硫化物，而[IrCl6]2−对配体取代很稳定。它在氢气中加热，生成金属铱：
(NH4)2[IrCl6]  +  2 H2   →  Ir  +  6 HCl  +  2 NH3